# Бандит з випорожненнями
Бандит з випорожненнями (також відомий як Какаючий бандит з Огайо) - псевдонім невідомого чоловіка з району Кенмор в Акроні, штат Огайо, США, який неодноразово випорожнювався на дахи автомобілів випадкових людей з 2012 по 2015 рік. Загалом злочинець випорожнився на 19 припаркованих у під'їздах автомобілів, а також на дитячі іграшки, залишені у дворах будинків.  Злочинець припинив свої публічні випорожнення лише після того, як його обличчя було знято прихованою камерою і оприлюднено громадськості.

## Хронологія
Починаючи з травня 2012 року, мешканці району Кенмор в Акроні, штат Огайо, знаходили фекалії на своїх автомобілях або в них. Якщо їхні автомобілі були зачинені, злочинець випорожнювався на капот, лобове скло, кришку бензобаку, дзеркала, вікна або ручки автомобіля. Однак, якщо машини були незамкнені, злочинець випорожнювався в салоні автомобіля. Загалом, 19 людей повідомили, що виявили фекалії на своїх автомобілях, але лейтенант Рік Едвардс з департаменту поліції Акрона вважає, що жертв більше.
10 березня 2015 року обличчя злочинця потрапило на приховану камеру, яку встановив батько жінки, чий автомобіль сім разів був об'єктом нападу зловмисника. Прихована камера робила фото кожні дванадцять секунд. Фотографію злочинця опублікувало видання Akron Beacon Journal 11 березня 2015 року. На момент фотографування злочинцю було близько 40 років.

## Неповний перелік інцидентів
| Дата             | Модель авто             | Деталі |
| ---------------- | ----------------------- | --- |
| 15 травня, 2012  | 2000 Toyota Celica      | 27-річний чоловік повідомив владі, що хтось випорожнився на його машину, заявивши, що це вже вдруге, коли він знайшов екскременти на своєму транспортному засобі. |
| 5 грудня, 2012   | 2002 Mitsubishi Galant  | 32-річна жінка повідомила владі, що хтось кинув фекалії на капот її автомобіля.                                                                                   |
| 19 грудня, 2012  | 2002 Mitsubishi Galant  | Та сама жінка, яка згадувала про інцидент 5 грудня, повідомила, що хтось знову обмазав капот її автомобіля фекаліями.                                             |
| 14 серпня, 2013  | 2002 Toyota Celica      | 25-річна жінка повідомила, що хтось випорожнився на її машину. Вона сказала, що це вже вдруге, коли вона знайшла фекалії на своєму автомобілі.                    |
| 4 вересня, 2013  | 2003 Chevrolet Cavalier | 43-річна жінка повідомила поліції, що хтось випорожнився на капот її автомобіля і розмазав екскременти по дверних ручках.                                         |
| 1 жовтня, 2013   | 2002 Toyota Celica      | Та ж сама жінка, що й 14 серпня, повідомила, що хтось знову наклав на капот її автомобіля.                                                                        |
| 15 липня, 2014   | 1991 Chevrolet Camaro   | 30-річний чоловік повідомив поліції, що хтось випорожнився на капот його автомобіля, а також розмазав екскременти по дзеркалу з боку пасажира.                    |
| 15 жовтня, 2014  | 2002 Chevrolet Cavalier | Чоловік, 19 років, повідомив, що хтось випорожнився на капот його автомобіля, а також розмазав фекалії по ручках транспортного засобу.                            |
| 22 січня, 2015   |                         | До поліції звернулася людина, яка повідомила, що хтось наклав на її машину.                                                                                       |
| 10 березня, 2015 |                         | Зловмисника зняла прихована камера, коли він випорожнювався на автомобіль жінки.                                                                                  |